# Manuel Pardo

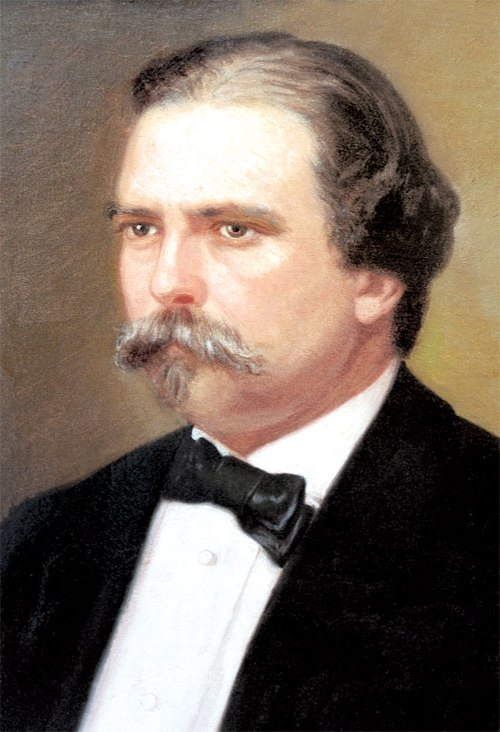
Manuel Pardo

Manuel Justo Pardo y Lavalle (* 9. August 1834 in Lima; † 16. November 1878 ebenda) war ein peruanischer Politiker, der unter anderem zwischen 1869 und 1870 Bürgermeister der Stadt Lima, von 1872 bis 1876 Staatspräsident von Peru sowie 1878 Präsident des Senats war.

## Leben
Manuel Justo Pardo y Lavalle, Sohn des konservativen Schriftstellers, Politikers und Außenministers Felipe Pardo y Aliago, besuchte Schulen in Chile sowie das Primer Colegio Nacional Benemérito de la República Nuestra Señora de Guadalupe sowie das Real Convictorio de San Carlos in Lima und begann im Anschluss ein Studium an der Universität Barcelona sowie der Universität von Paris. Nach seiner Rückkehr nach Peru 1853 war er als Geschäftsmann sowie Journalist tätig und veröffentlichte seine nationalistisch-moderaten positivistischen Ansichten in der Zeitung Revista de Lima. 1864 wurde er von Staatspräsident Juan Antonio Pezet zur Aufnahme von Kreditverhandlungen nach Europa entsandt und schloss sich nach seiner Rückkehr dem Aufstand von Mariano Ignacio Prado in Huancayo an. Staatspräsident Prado berief ihn am 28. November 1865 zum Finanzminister (Secretario de Hacienda) und behielt dieses Amt bis zum 28. November 1866. Während dieser Zeit fand am 2. Mai 1866 im Spanisch-Südamerikanischen Krieg die Schlacht von Callao statt. 1868 wurde er Direktor der Sociedad de Beneficencia Pública sowie 1869 als Nachfolger von José María de la Puente y Oyague Bürgermeister der Stadt Lima. Er bekleidete dieses Amt bis 1870 und wurde daraufhin von Nemecio Orbegoso abgelöst. 1871 gründete er die Partido Civil.
Am 2. August 1872 wurde Pardo Nachfolger von Mariano Herencia Zevallos und damit erster Zivilist als Staatspräsident von Peru. Zuvor hatte die Bevölkerung einen militärischen Aufstand gegen ihn niedergeschlagen. Nach vierjähriger Amtszeit wurde der von seiner Partido Civil unterstützte Mariano Ignacio Prado am 2. August 1876 sein Nachfolger als Staatspräsident. Während seiner Präsidentschaft wurde die Fakultät für öffentliche Verwaltung der Universidad Nacional Mayor de San Marcos (UNMSM) sowie Hochschulen für Ingenieurwesen, Landwirtschaft, Kunst und Handwerk gegründet. 1872 kam es auch zur Gründung der Deutschen Schule Lima (Colegio Peruano Alemán). Er setzte sich für die Beseitigung der Vorherrschaft der Kirche und der Armee und die Beseitigung der internen Abgaben und Zölle ein, die von Regierungen der einzelnen Provinzen kontrolliert wurden. Als sich Fördermenge und Qualität des Guano, Basis der peruanischen Wirtschaft, und eine Bankenkrise die wirtschaftliche Situation verschlechterte, gelang es ihm nicht neue Kredite aufzunehmen.
Nachdem er von 1876 bis 1878 in Chile lebte, wurde er nach seiner Rückkehr 1878 für die Provinz Junín zum Mitglied des Senats gewählt. Zugleich löste er am 28. Juli 1878 Francisco Rosas Balcázar als Präsident des Senats ab. Er bekleidete dieses Amt bis zum 16. November 1878, als er durch einen Feldwebel der Parlamentswache beim Betreten des Senatsgebäudes erschossen wurde. Sein Nachfolger als Senatspräsident wurde daraufhin José Antonio García y García.
Aus seiner Ehe mit Mariana Barreda y Osma gingen zehn Kinder hervor. Sein Sohn José Pardo y Barreda bekleidete von 1904 bis 1908 und von 1915 bis 1919 ebenfalls das Amt des Staatspräsidenten. Weitere Söhne waren der Diplomat Felipe Pardo y Barreda, der zwischen 1907 und 1911 Gesandter in den USA war, sowie der Politiker Juan Pardo y Barreda, der von 1906 bis 1909 sowie erneut zwischen 1917 und 1919 als Präsident der Abgeordnetenkammer fungierte. Nach seinem Tode wurde er auf dem Cementerio Presbítero Matías Maestro in Lima beigesetzt.